# نهائي كأس رابطة الأندية الإنجليزية المحترفة 1976
نهائي كأس رابطة الأندية الإنجليزية المحترفة 1976 هي المباراة النهائية من منافسة كأس رابطة الأندية الإنجليزية المحترفة 1975–76، أقيمت المباراة في 28 فبراير 1976، في ملعب ويمبلي، بين فريقي مانشستر سيتي، ونيوكاسل يونايتد، وفاز فيها مانشستر سيتي، بعد أن هزم نيوكاسل يونايتد، بنتيجة 2 - 1، وكان حكم المباراة جاك تايلور.

## تفاصيل المباراة
لعبت المباراة النهائية في 28 فبراير 1976.
| مانشستر سيتي | 2 -1 | نيوكاسل يونايتد |
| ------------ | ---- | --------------- |
|              |      |                 |